# 電波実況
電波実況（でんぱじっきょう）は、2003年の対戦型格闘ゲームの全国大会にて、トッププレイヤーである梅原大吾選手の試合に対してなされた、「ウメハラがぁ！」のフレーズから始まる、ハイテンションな実況。またはその実況を収めた動画。
2007年に電波実況の切り抜き動画が動画共有サイトに投稿されると人気動画となり、数百万回再生された。また、電波実況の動画はMADムービー（個人がリミックスした動画）の素材として定番化し、電波実況を素材とした数百のMADムービーが投稿・共有されるようになった。
電波実況は格闘ゲームの実況として知名度が高く、名実況との評も少なくない。その特徴的なセリフは国外でもインターネット・ミームとして知られる。

## 概要

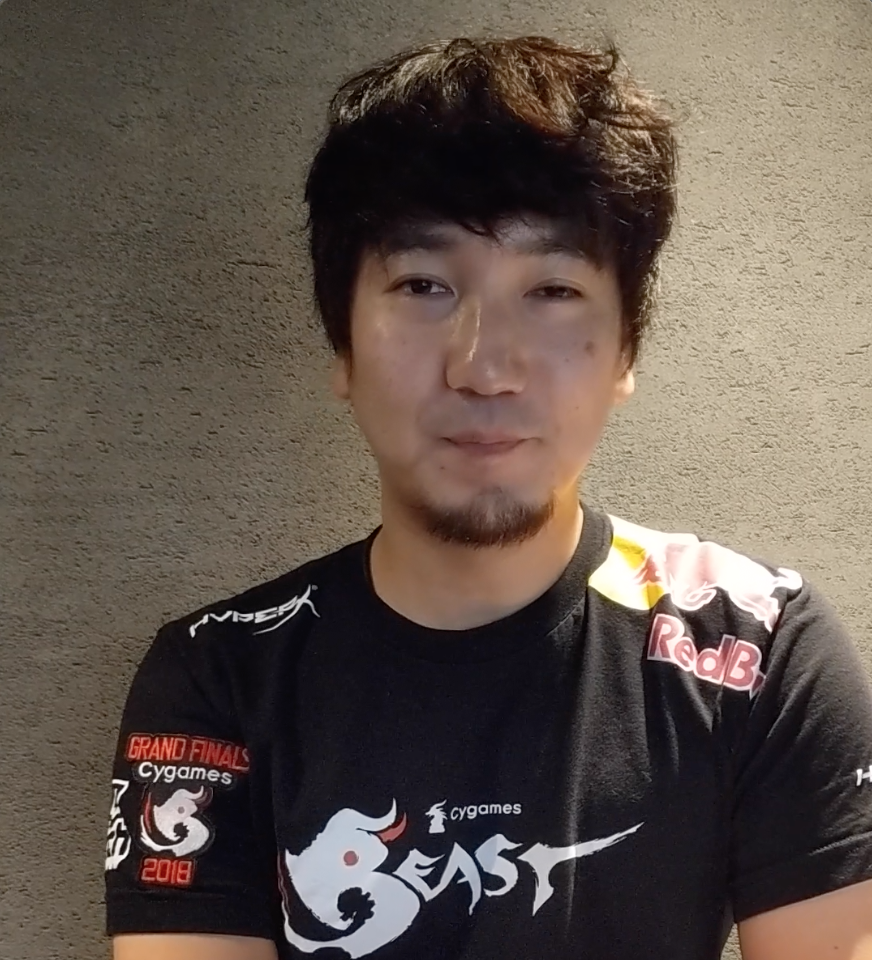
梅原大吾（2018年）

電波実況は、2003年に開催された当時国内最高峰の格闘ゲーム大会「闘劇」において、当時の人気格闘ゲーム「GUILTY GEAR XX」の当時のトップゲーマー梅原大吾の試合を、実況者の「がまの油」が実況したもの。

### 大会概要
電波実況の舞台となった格闘ゲーム大会「闘劇」は、2003年から2012年まで開催された日本最大の格闘ゲーム大会。闘劇はアーケードゲーム専門誌「月刊アルカディア」が企画し、アルカディアを発行するエンターブレインが主催していた。闘劇はゲームメーカーが自社ゲームのプロモーションのために主催する大会とは異なり、ゲームメーカーがスポンサーとなり、特定のメーカーのゲームに偏ることなく、毎回多数の対戦格闘ゲームが登場した。海外の有力プロゲーマーも参加した闘劇は、日本で初めて国際的に認知されたeスポーツ大会であり、近年の日本におけるeスポーツの先駆け的な存在とされる。
闘劇はメディア展開を前提に運営されていた。試合前にイキったセリフを言ったり、プロレスまがいの煽りを入れるなど、闘劇では壇上でのマイクパフォーマンスがひとつのコンテンツになっていた。03年の闘劇は第一回大会であり、3月22日から23日にかけて千葉県千葉市のイベント施設、幕張メッセで開催された。
闘劇の競技種目として選ばれたタイトルはGUILTY GEAR XXを含めて全7タイトルあり、なかでもGUILTY GEAR XXは突出した参加者数があり、全国から1941チームがエントリーし、幕張メッセで行われた本選には予選を勝ち抜いた32チームが出場した。GUILTY GEAR XXの試合形式はトーナメント方式、3on3で、3名で組んだチームが一人づつ負けるまで戦い、勝ち残りがいたチームが次の試合に進出する形式だった。　

### 関係者

#### 梅原大吾
梅原大吾（当時22歳）は、すでに2D格闘界のカリスマとして知られるプレイヤーであった。
梅原が他の有名プレイヤー2名と結成したチーム「俺とお前と大吾郎」は、事前の優勝チーム予想アンケートでも、2位に3倍以上の差をつけて1位を獲得していた。また、梅原は闘劇の全7タイトル中、エントリーした4タイトル全て本選まで勝ち抜き、CAPCOM VS. SNK 2では個人戦準優勝、スーパーストリートファイターII Xでは団体戦優勝を果たしていた。

#### がまの油
闘劇の実況は「がまの油」（当時23歳）が務めた。がまの油は20歳前の頃、ゲーム好きが高じてゲームセンターでアルバイトを始め、自分が好きなタイトルの大会をやりたかったから実況を始めたという。また、もともとは自分が大会に出たいから大会を開いたのが先だが、自分が活躍したいというよりもプレイヤーのすごさを伝えたい、イベントを面白くしたいという思いが多くなり、プレイヤーとして参加することが減ったという。当時、アーケードゲームタイトルの発表が減少していたが、がまの油はゲームの全国大会を同時に行って業界が盛り上がれば、メーカーも活路を求めて新しいタイトルを作ってくれるはずと考え、闘劇の立ち上げに関わっていた。

### 試合内容

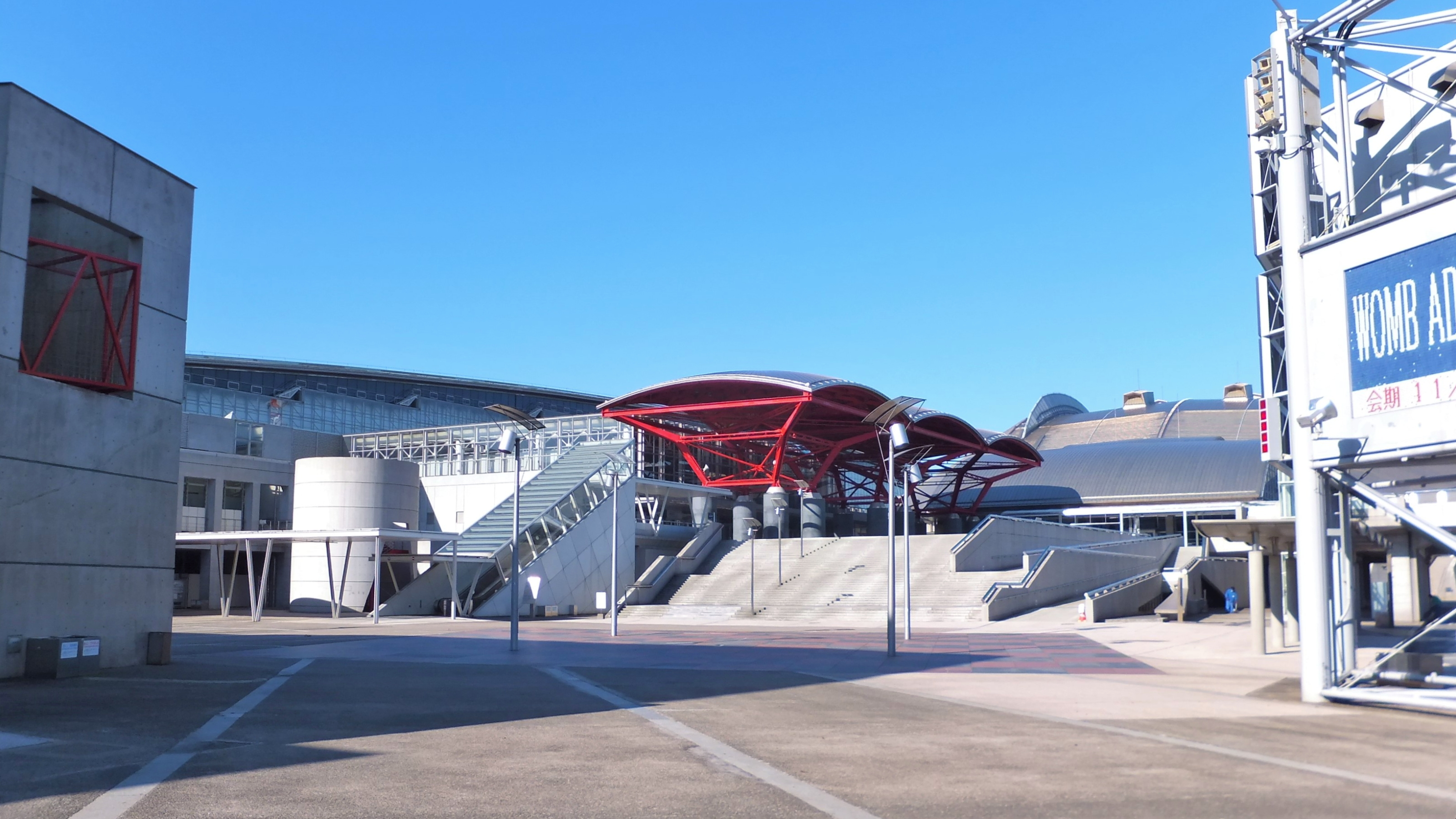
幕張メッセ、千葉市

電波実況が行われたのは本選トーナメントの二回戦であった。梅原を含む「俺とお前と大吾郎」チームは、相手チームの先鋒に2名が敗北し、残るは梅原1人となった。しかし梅原は相手チームの２名を下し、三回戦進出のかかった大将戦の最終ラウンド、梅原は相手に一方的に読み勝ち、圧勝して三回戦進出を決めた。その際に行われた実況がのちに電波実況とよばれるもので、実況の全文は下記の通り。
「俺とお前と大吾郎」チームは準決勝で敗退し、ベスト4の記録を残した。
当時は動画配信のような仕組みはなかったが、大会の様子はエンターブレイン発売のファミ通DVDビデオ「闘劇 SUPER BATTLE DVD TRILOGY-DISC3」に収録され販売された。

## 動画の投稿と拡散
2007年の3月6日、動画共有サービスのニコニコ動画に、『電波実況 「ウメハラがぁっ！！！決めたぁぁーっ！！！』と題した17秒の切り抜き動画が投稿された。2007年3月6日に動画共有サービスとしてスタートしたニコニコ動画にとって、電波実況は最古級の動画の一つ。熱のこもった叫びがニコニコユーザーの心をつかんだことでブレイクして電波実況は爆発的な回数再生され、2024年現在では再生回数は300万回を超えている。

### MAD素材としての拡散
電波実況の動画がニコニコ動画に投稿されると、電波実況の画像や音声を継ぎ接ぎして編集した、いわゆる「MADムービー」「音MAD」と呼ばれる二次創作動画が大量に制作されるようになった。
IT系ニュースサイトのマイナビニュースによると、パソコン向けアダルトゲームのふぃぎゅ@メイトの主題歌を、電波実況を音声素材として強引に歌わせた「ふぃぎゅ＠ウメハラ」が電波実況MADを本格的に流行させるきっかけになったという。

### 当事者の感想
梅原は自身のストリーミングチャンネルにおいて、ニコニコ動画における電波実況のネタ的な盛り上がりについて視聴者から受け止め方を尋ねられると、「悪い気はしなかったです正直(中略)なにが面白いかっていうのはちょっと分かんなかったけど」と語っている。
がまの油は電波実況が有名になったことについてポジティブに捉えており、MAD素材化を公認している。「あの実況についてはいろいろ言われたり、ネタになったりもしましたが、あの実況がきっかけでウメハラさんを知ったという人がいたり、格闘ゲームに興味を持ってくれた人もいたという話を聞くので、ある意味成功だったのではないかと思っています。当時は自分が笑いものになってでも彼のすごさをわかってもらいたかったですからね」

## 評価
電波実況は名実況として評されることも多い。電波実況について、ゲーム専門メディアのインサイドは「勢いだけでなく、試合の展開を的確に捉えた名実況」と評している。ネット情報メディアのねとらぼは「ゲームの専門用語をほとんど使わず、少ない言葉で分かりやすく、そして感情をあらわにしながら叫んだ」として、また電波実況が「格闘ゲーム人気の復活に多大な貢献をした」と讃えた。Eスポーツの専門情報サイトゲーマーゲーマーは、電波実況をEスポーツにおけるNo.1の名実況であるとした。同サイトでは電波実況を2004年アテネオリンピック体操競技男子団体決勝における、アナウンサーの刈屋富士雄による名実況とされる「伸身の新月面が描く放物線は、栄光への架け橋だ」に並ぶ、競技の興奮を伝える名実況であるとしている。電波実況のフレーズについて、丸暗記している人も多く、人々の記憶に残り続けているという点でも、アテネ五輪の「栄光への架け橋」に共通しているとしている。

## 影響

### 国内の影響
2015年、梅原を主題とする漫画『ウメハラ FIGHTING GAMERS！2』の発売にあたり、がまの油本人による電波実況風のナレーションによる新刊のプロモーションビデオが公開された。
2022年、日本の長期リーグ戦「TOPANGA CHAMPIONSHIP」のストリートファイターVの試合において、梅原の強烈な端攻めを見たMCが思わず「ウメハラがぁ！」と絶叫すると、これに解説者が「画面端」と返し、電波実況が再現された。この一幕は令和版電波実況としてSNSで話題になった。
2024年、トップハムハット狂、雨天決行、ill.bellによるラップクルー「RainyBlueBell」による新曲「ローリングソバット」が公開された。同曲の歌詞には電波実況の特徴的なフレーズが織り込まれている。
2025年2月17日、日清食品のカップヌードル公式Xで投稿された電波実況のパロディで再び話題となった。

### 海外への影響
2011年、がまの油はアメリカで開催される世界最大の格闘ゲーム大会、Evolution Championship Seriesで日本語配信を行うために現地入りすると、がまの油は現地メディアにインタビューを受け、インタビュアーの求めに応じて電波実況を再現してみせた。
2015年、フランスで開催された格闘ゲーム大会Stunfest2015のウルトラストリートファイターIV部門の決勝戦で梅原が見せた一方的な攻めに、解説者は日本語で「Umehara ga...」とミームを用いて実況した。このStanfestで放たれたミームは『ウメハラ FIGHTING GAMERS！2』の公式PVに収録された。

## その後
梅原は2010年にアメリカのゲーム周辺機器メーカーとスポンサー契約を結び、ゲームのプレイを職業とするプロゲーマーとなった。梅原は日本において最初期からのプロゲーマーとされる。梅原は2025年現在においても格闘ゲーム界のトップシーンで選手として活動するかたわら、プレーヤー人口の拡大にも努める。
がまの油は実況からは離れ、格闘ゲームのイベント主催団体を設立するなど、現在はeスポーツ関連のディレクターとして活動している。